# ماگنوس اندرسون (ورزشکار)
ماگنوس اندرسون (انگلیسی: Magnus Andersson؛ زادهٔ ۱۷ مهٔ ۱۹۶۶) بازیکن هندبال اهل سوئد است.